# I Love You (film 1918)
I Love You è un film muto del 1918 diretto da Walter Edwards.

## Trama
Jules Mardon è un pittore francese che, per ragioni di salute, si trova in Italia. Qui, conosce Felice, una contadina toscana talmente bella che i suoi compaesani le hanno dato il soprannome di Fiore della passione. Felice posa come modella per Mardon e, mentre lui le fa il ritratto, si lascia sedurre dall'artista. Ma questi, finito il quadro, abbandona la ragazza e ritorna a Parigi, dove arriva alla fama e alla ricchezza.
Armand de Gautier, un milionario, rimane affascinato dalla bella ragazza ritratta in uno dei quadri di Mardon, pittore alla moda. Acquistato il quadro, si mette alla ricerca della modella. Quando trova Felice, si innamora di lei e la sposa. La coppia felice ha un bambino ma, alcuni anni dopo, scoppia il dramma. Armand, ignaro della relazione tra Felice e il pittore, commissiona a Jules un ritratto della moglie con il bambino.
L'artista cerca nuovamente di sedurre la donna. Armand si convince che la moglie abbia abbandonato il figlio gravemente ammalato per restare con l'amante e dichiara di non volere avere più niente a che fare con lei. Felice, allora, bacia il bambino e trasferisce, baciando anche lui, la malattia infettiva dalle sue labbra a quelle di Jules. Il pittore si ammala e muore. Felice, invece, si salva. Così come accade per il piccolo. Madre e figlio possono riunirsi ad Armand.

## Produzione
Il film fu prodotto dalla Triangle Film Corporation.

## Distribuzione
Distribuito dalla Triangle Distributing, uscì nelle sale cinematografiche statunitensi il 13 gennaio 1918.